# ۳۴۵ (پیش از میلاد)
۳۴۵ (پیش از میلاد) ۳۴۵مین سال قبل از تقویم میلادی است.